# Ножовий вимикач

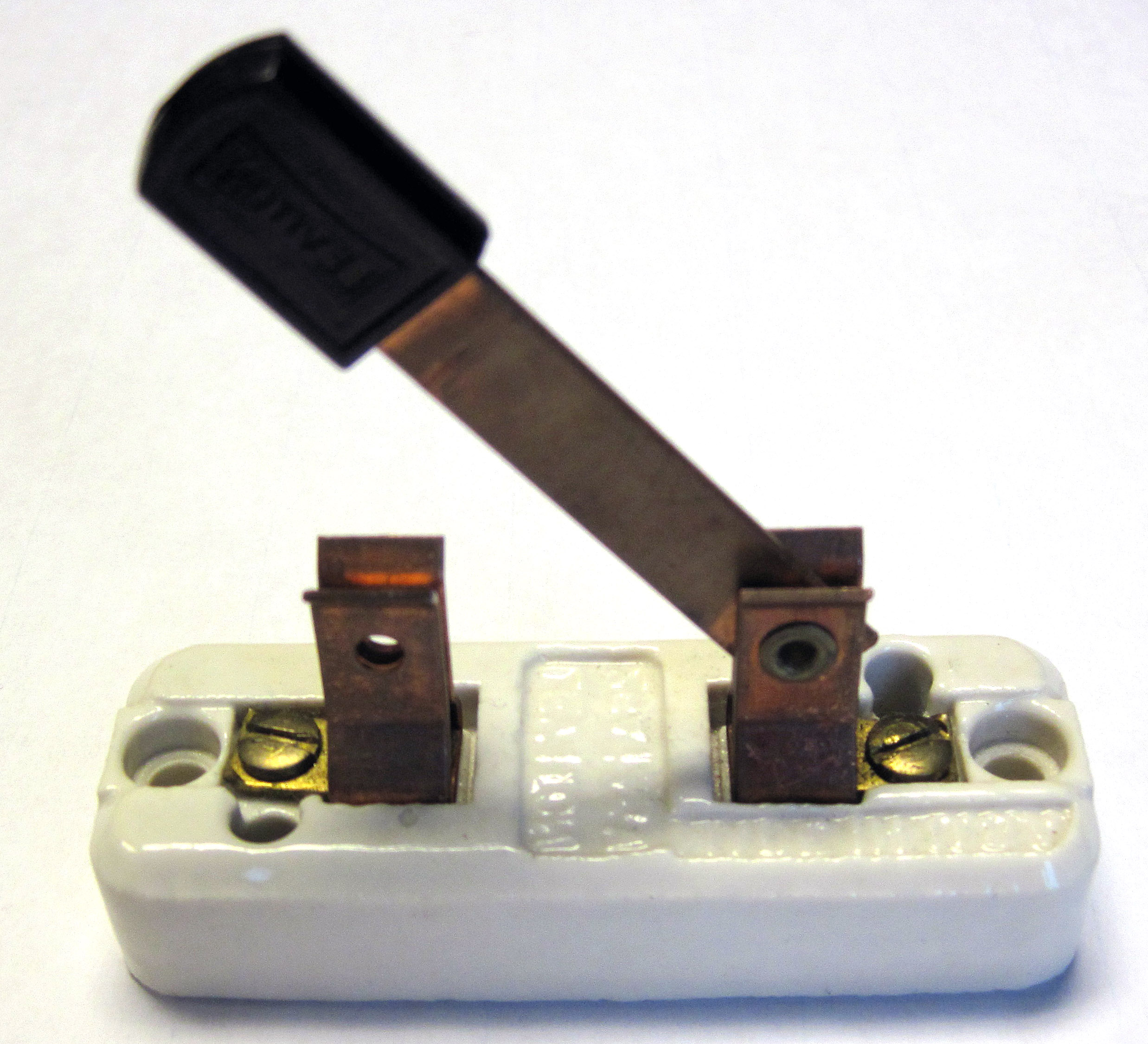
Однополюсний рубильник у розімкненому стані

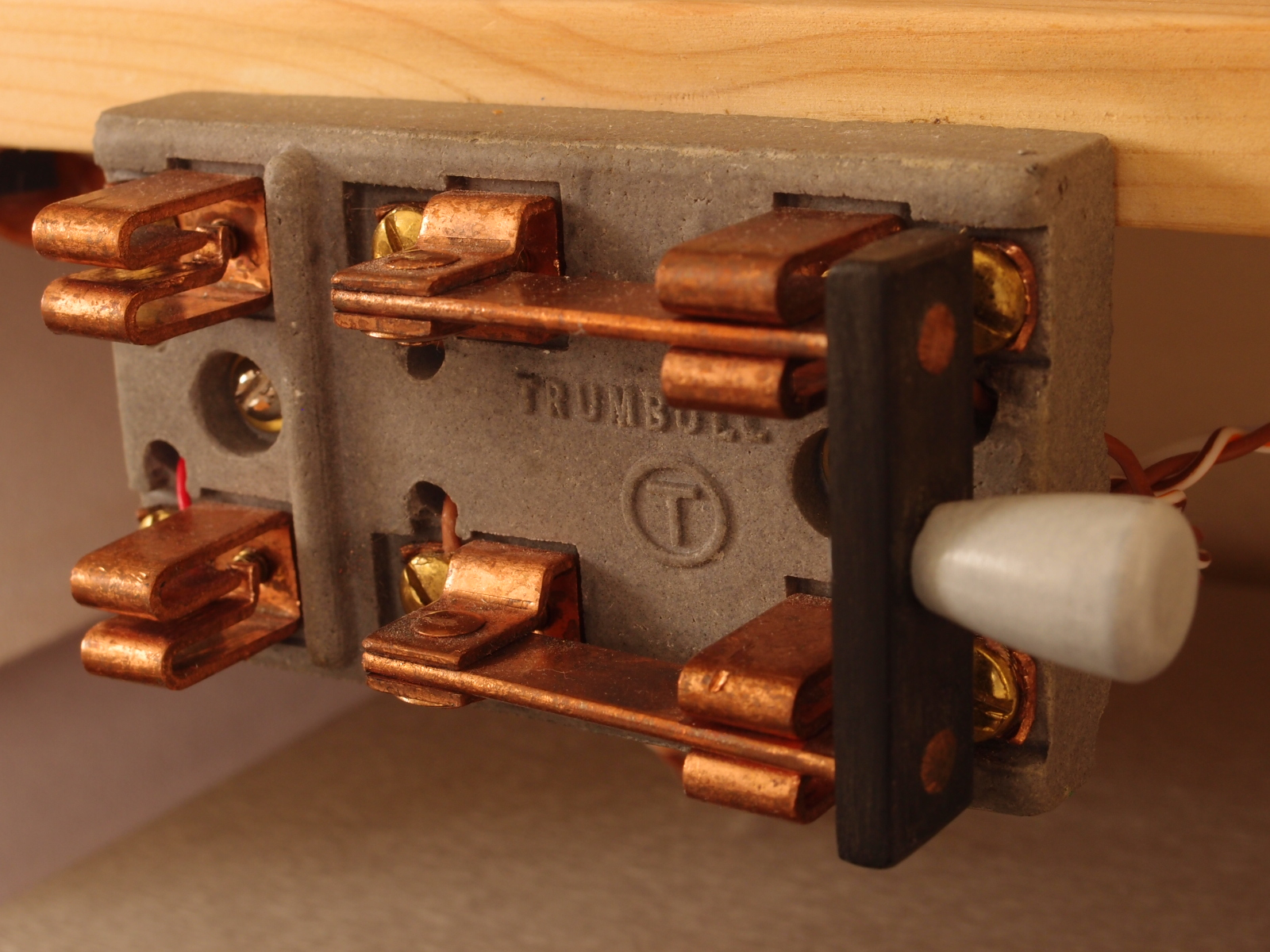
Двополюсний рубильник для перемикання електричних кіл

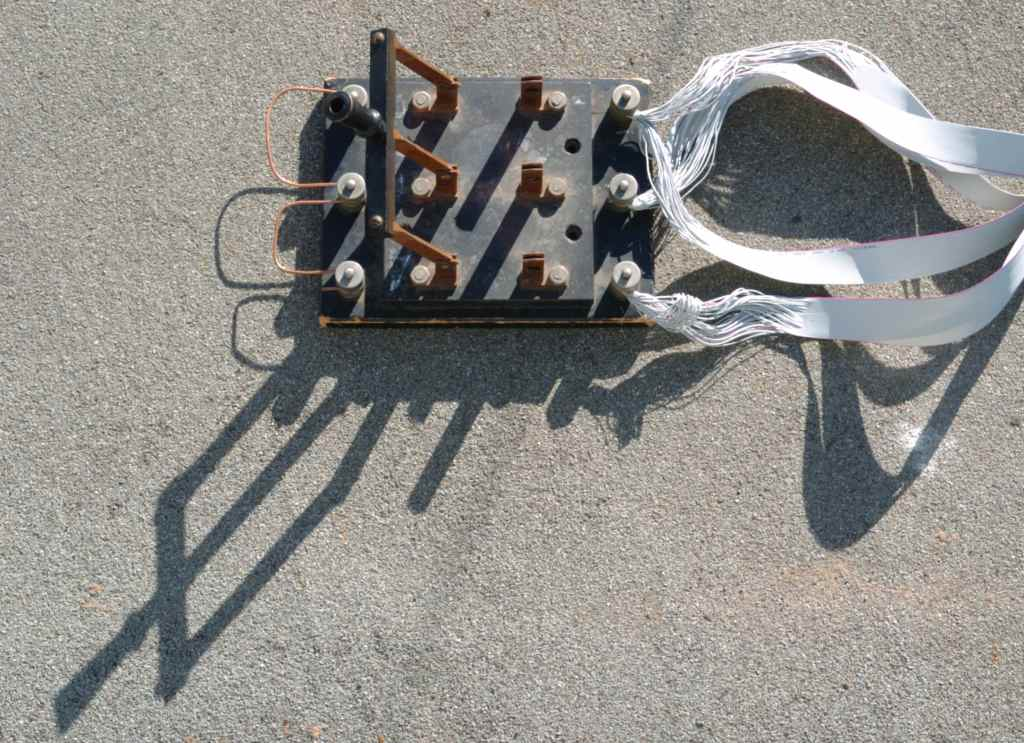
Трифазний рубильник

Ножовий вимикач (застаріла назва — руби́льник, трапляються також варіанти ме́чик, розмика́ч) — електричний комутаційний апарат, що має рухомі контакти ножеподібного типу, який призначений для ручного вмикання, вимикання і перемикання електричних кіл із постійною напругою до 440 В та змінною напругою до 500 В при відсутності навантаження і при постійній напрузі до 220 В та змінній до 380 В під навантаженням.
За сучасною класифікацією рубильники відносяться до вимикачів навантаження або перемикачів ножового типу з ручним керуванням і в нормативній документації (ДСТУ та стандартах IEC) термін «рубильник» не використовується.

## Конструктивні особливості
При замиканні однополюсного рубильника контактний ніж під дією руків'я повертається довкола осі і входить («врубується») в нерухому пружинячу контактну стійку. При відключенні електричного ланцюга під навантаженням між контактним ножем і контактною стійкою виникає електрична дуга, яка гаситься в дугогасній камері. Щоб уникнути обгоряння контактів електрична дуга повинна бути погашена якомога швидше. Гасіння дуги при струмах до 75 А відбувається у наслідку її механічного розтягування; при цьому час гасіння залежить від швидкості переміщення контактного ножа.
За числом контактів рубильники поділяють на одно-, дво-, три- та багатополюсні. Для підвищення граничного струму відключення, потужні рубильники оснащуються дугогасними камерами.

## Умови використання
Однополюсний рубильник з одним розривом надійно працює в колі з напругою до 220 В. Рубильники і перемикачі з центральним руків'ям дозволяється застосовувати тільки для відключення знеструмлених кіл. При відключенні ланцюгів під навантаженням дуга не повинна впливати на руку (руків'я знаходиться збоку або застосовується важільний привод).
Для рубильників і перемикачів з бічним руків'ям або важільним приводом співвідношення струму, що вимикається до номінального становить 0,2 при сталій напрузі 220 В і 0,3 при змінній напрузі 380 В. При постійній напрузі 440 В і змінній 500 В зазначені апарати використовуються тільки для відключення знеструмлених кіл.

## Заходи з гасіння дуги
Для покращення характеристик при вимиканні рубильник може забезпечуватись дугогасною решіткою. При цьому здатність рубильників до вимкнення зростає до 0,5 від номінального струму при постійній напрузі 440 В і змінній 500 В, і до номінального значення в колах зі сталю напругою 220 В і змінною 380 В.
На процес гасіння дуги впливають також теплові потоки повітря, що створюються дугою. Дуга гаситься інтенсивніше, якщо її розтягнення за рахунок конвекційного руху повітря збігається з напрямом дії електродинамічних сил (рубильник встановлюється так, щоб кривина дуги була спрямована вгору).
У рубильниках, розрахованих на вищі струми (до 1000 А), визначальним чинником при гасінні дуги є електродинамічні сили, що розривають її, величина яких прямо пропорційна струму, що відключається, і приблизно обернено пропорційна довжині ножа. Для того, щоб зробити швидкість розмикання контактних ножів не залежною від швидкості повороту руків'я (англ. independent manual operation — незалежні ручні операції), застосовують так зване моментальне вимкнення (з використанням додаткових розривних ножів), що значно полегшує гасіння дуги. Рубильники розраховують таким чином, щоб в номінальному режимі роботи його контакти не нагрівалися вище за допустиму температуру, а при коротких замиканнях в колі не зварювалися між собою чи самовільно не розмикалися.

## Види рубильників за ТУ 3424-002-01395420-01

### Рубильники серії Р
Рубильники серії Р відкритого виконання триполюсні бувають з центральною (РЦ), боковою (РБ) і боковим зміщеним (РС) руків'ям. Конструктивно бувають для переднього приєднання провідників з виводами у площині монтажу (для рубильників на 100 та 250 А) і перпендикулярно до площини монтажу (для рубильників на 400 та 630 А), виконують функції роз'єднувачів, призначені для нечастих (не більше 6 разів на годину) неавтоматичних комутацій електричних кіл змінного струму частотою 50 Гц, напругою 380 В.
Приклад запису умовного позначення рубильника зі зміщеним приводом на номінальний струм 250 А, зміщення привода від центра апарата 180 мм, виконання привода — праве:
Рубильник РС-2/1П УЗ ТУ 3424-002-01395420-01

### Рубильники серії РП
Рубильники серії РП відкритого виконання триполюсні із запобіжником на спільній плиті з центральним важільним (РПЦ), боковим (РПБ) і боковим зміщеним (РПС) приводом. Конструктивно виконуються для переднього приєднання провідників), виконують функції роз'єднувачів, призначені для нечастих (не більше 6 разів на годину) неавтоматичних комутацій електричних кіл змінного струму частотою 50 Гц, напругою 380 В. Використовуються запобіжники серії ПН 2 ТУ 16-522.113-75 а для рубильників на 630 А -ППН-39 ТУ 3424-005-05755764-96.
Приклад запису умовного позначення рубильника серії РП з боковим зміщеним приводом на номінальний струм 100 А, виконання привода праве, зміщення від центру апарата — 180 мм:
Рубильник РПС-1/1П УЗ ТУ 3424-002-01395420-01

### Перемикачі серії П
Перемикачі серії П з центральним (ПЦ) і боковим (ПБ) приводами, з характеристиками такими ж як у вище описаної серії РП.
Приклад запису умовного позначення перемикача з центральним приводом на номінальний струм 250А:
Перемикач ПЦ-2 УЗ ТУ 3424-002-01395420-01